# Красное на красном
«Кра́сное на кра́сном» — роман в жанре фэнтези Веры Камши. Произведение открывает цикл под названием «Отблески Этерны». Действие романа происходит в мире под названием Кэртиана, являющимся в свою очередь одним из миров великого «Ожерелья». Ожерелье окружено мистической сущностью, называемой в романе «Чужим», которая стремится его поглотить. Чужое сдерживают на Рубеже т. н. Стражи Заката, известные также как Одинокие. Базой Одиноких долгое время служила цитадель Этерна (в честь которой назван цикл), но по неназванным причинам она была разрушена. С уничтожением Этерны Стражи потеряли большинство своих сил, включая возможность создавать себе подобных. В то же время в охраняемых ими мирах появились «раттоны», существа, уничтожающие миры изнутри, убивая чужую радость и принося зависть, злобу и страх. Одинокие не способны бороться с раттонами, и хотя это в силах смертных людей, обитающих в мирах Ожерелья, люди о них не знают и не желают знать. Кэртиана — один из миров, который скоро будет уничтожен раттонами.
Выход первого романа нового цикла после «Хроник Арции» не встретил живого интереса среди журналистов, но вскоре книга удостоилась положительных рецензий и номинаций на литературные премии, как и последующие книги цикла. Вскоре «Отблески Этерны» начали переводить и на другие языки.
Аннотация:

По преданию, Кэртиана держится на четырех столпах — четырех Великих Домах, чьи потомки составляют её мощь и славу. Однако приход к власти узурпатора-бастарда сделал лучших людей Золотой Империи непримиримыми врагами. И вот уже четыреста лет над одними вороном реет тень предательства, лица других овевают ветра изгнания, третьих судьба проверяет на крепость, как море скалы, а четвертым молнии несчастий испепеляют сердца. По преданию, Четверым суждено соединиться. Но только случится это на дружеском пиру или на поле брани — неведомо. Как неведомо будущее забывшим прошлое и не желающим понять настоящее.

## Сюжет
В Олларию, столицу королевства Талиг, прибывает Ричард Окделл, сын мятежного герцога. Пять лет назад Эгмонт Окделл поднял восстание против правящей династии Олларов, но оно было подавлено герцогом Рокэ Алвой, убившим Эгмонта в поединке. Ричард обучается в школе унаров, после которой потомки знатных семей поступают на службу оруженосцами к дворянам королевства. Кардинал Талига Сильвестр, держащий власть в стране в своих руках, не желает видеть на службе семейство Окделлов, о чем сообщает на королевском совете. Однако Рокэ Алва берёт Ричарда к себе оруженосцем. Несколько раз жизнь молодого человека оказывается под угрозой, но он остаётся невредим благодаря стороннему вмешательству.
После восстания Окделла уцелевшие сторонники мятежников поселились в Агарисе, где уже четыреста лет находится в изгнании род Раканов, свергнутый Олларами. Молодым принцем Альдо Раканом и его другом мятежником Робером Эпинэ интересуются несколько сторон, которые заинтересованы в свержении правящей династии Талига. Ради этого организовывается разорение провинции Вараста, снабжавшей Талиг хлебом. В Олларии же сторонники переворота подстраивают назначение Рокэ Алвы на пост Проэмперадора, который хоть и даёт ему королевские полномочия, но в случае неудачи с наведением порядка в Варасте того ждёт смерть. Благодаря своим полководческим и дипломатическим способностям Алва одерживает блестящую победу над многократно превосходящим по численности врагом. Первоначально негативное отношение Ричарда к Рокэ Алве постепенно меняется.

## Повествование
Повествование в романах цикла ведётся от третьего лица, но в каждой главе в центре внимания оказывается один из персонажей, чьи размышления и действия подробно описываются. В «Красное на красном» таких персонажей семеро (не считая пролога, где речь ведётся от лица Одинокого):
- Ричард Окделл — потомственный герцог Окделл, сюзерен Надора, провинции на северо-востоке Талига, у жителей которой английские имена. По общепринятому в данной вторичной реальности мнению — Повелитель Скал. Относит себя к старому, доолларовскому дворянству, т. н. Людям Чести. Сын убитого мятежника герцога Эгмонта и Мирабеллы Карлион. Имеет трёх сестер, старшая из них — Айрис Окделл.
- Робер Эпинэ — маркиз Эр-При, потомственный герцог Эпинэ (провинция на юге Талига, где используются франкоязычные имена), также Повелитель Молний. Участник крупного сепаратистского мятежа в Эпинэ, поднятого его отцом по приказу деда. После подавления мятежа присоединился к Эгмонту Окделлу, но тот мятеж также был подавлен. Бежал в Агарис, где подружился с Альдо Раканом, искренне считая последнего своим законным сюзереном.
- Кардинал Сильвестр — в миру Квентин Дорак. Глава олларианской церкви и одновременно «серый кардинал» Талига, тайный правитель и мозговой центр при слабом короле Фердинанде. Ненавистен эсператистам и Людям Чести. Искренний государственник, желающий процветания талигойской державы.
- Арнольд Арамона — капитан, начальник школы унаров Лаик. Личность трусливая, мстительная, завистливая и жадная. Женат на внебрачной дочери графа Крединьи Луизе по расчёту. В юности служил в гвардии до войны в Торке, где Эгмонт Окделл чуть было не убил его за трусость во время боя.
- Матильда Ракан — до замужества Матильда Алати. Сестра правящего герцога Алата Альберта. В юности вопреки родительской воле вышла замуж за Анэсти Ракана, от которого родила сына Эрнани, погибшего во время прогулки на море.
- Луиза Арамона — внебрачная дочь графа Крединьи и его любовницы Аглаи Кредон. Выдана отцом замуж за Арнольда Арамону. Мать пятерых детей.
- Мэллит — гоганни, дочь Жаймиоля. Отличается в своей общине худобой и стройностью. Была избрана достославным Енниолем в качестве Залога для участия в магическом ритуале вместе с Альдо Раканом.

## Главы
Главы романа (во всём цикле) имеют названия высших арканов колоды Таро, которым даётся следующее трактование:
- «Разрушенная Башня» — рядом с хорошими картами означает окончание чёрной полосы в жизни, избавление от тяжкого груза. При дурном раскладе эта же карта предрекает потерю счастья, уничтожение, хаос. Перевёрнутая карта указывает на зависимость от существующих обстоятельств, ограниченность возможностей. Вы вынужденно идёте старой дорогой, не в силах ничего изменить.
- «Колесо Фортуны» — символизирует вечные перемены, постоянное столкновение и разрушение, непостоянство как счастья, так и невзгод. Карта считается символом прогресса, а он даром не даётся. Для победы необходимо осознанное желание, дерзание и бесстрашие. Карта может означать неожиданную улыбку судьбы, но надо помнить, что вращение колеса предполагает круговорот вещей и событий. Перевёрнутая карта говорит о том, что жизненная позиция осознана, вы можете начать трудиться, перемены будут позже. Может также означать несообразные действия в неожиданных ситуациях, сопротивление переменам, которые всё равно должны произойти.
- «Шут» — символизирует начало нового цикла жизни, неожиданные события, способные всё перевернуть. Может также означать необдуманность, прихоти, незрелость, беззащитность, угрызения совести после каждого поступка, неизбежность искупления, неумения рассчитывать последствия. Перевёрнутая карта указывает на завершение цикла, достижение цели. Может указывать на то, что выбор неверен, трата сил напрасна, решение может быть роковым.
- «Сила» — символизирует жизнеутверждение, гордость, страстность, любовь к плотским удовольствиям. Это сила воли, желание выстоять, даже если это причиняет боль. Чтобы быть сильным, нужно заставить замолчать сердце, надо осознать долг и вести себя справедливо. Это отвага, с которой сражаются с превратностями судьбы. Перевёрнутая карта говорит о неуверенности в себе, иногда о страхе. Может означать вмешательство в вашу жизнь посторонних или то, что планы обречены на неудачу.

## Экранизация
Роман «Красное на красном» был экранизирован режиссером Евгением Невским. Фильм изначально был размещен на ресурсе КиноПоиск HD 20 января 2022 года. Потом прошли его показы на телеканале СТС (в январе и сентябре 2023 года). В главных ролях - Юрий Чурсин, Денис Нурулин, Павел Крайнов.